# Merindad de Valdeporres
Merindad de Valdeporres település Spanyolországban, Burgos tartományban. Merindad de Valdeporres Villarcayo de Merindad de Castilla la Vieja, Valle de Manzanedo, Valle de Valdebezana, Luena, San Pedro del Romeral és Merindad de Sotoscueva községekkel határos. Lakosainak száma 421 fő (2024).

## Népesség
A település népessége az utóbbi években az alábbiak szerint változott:
| Lakosok száma | 494  | 477  | 472  | 461  | 461  | 440  | 440  | 423  | 413  | 421  |
|               | 2003 | 2005 | 2008 | 2010 | 2012 | 2015 | 2017 | 2019 | 2022 | 2024 |